# Rosa 'Soleil d'Or'
'Soleil d'Or' (el nombre del obtentor registrado 'Soleil d'Or'), es un cultivar de rosa moderna de jardín que fue conseguido en Francia en 1900 por el rosalista francés Joseph Pernet-Ducher.

## Descripción
'Soleil d'Or' es una rosa moderna de jardín cultivar del grupo Híbrido de té-Pernetiana (en honor de Pernet-Ducher).
El cultivar procede del cruce de planta de semillero 'Antoine Ducher' (híbrido perpetuo, Ducher, 1866) x Rosa foetida f. persiana hort. ex Rehder.
Las formas arbustivas del cultivar tienen porte erguido y alcanza de 60 a 150 cm de alto con más de 90 cm de ancho. Las hojas son de color verde oscuro y brillante, con denso follaje.
Sus delicadas flores de color amarillo dorado, el sombreado de color rosa rojizo, el centro de color más oscuro. Fragancia fuerte a especias. Flores grandes de 4". Semi-dobles con 26 a 40 pétalos muy grandes y muy completos. Floración en solitario globular, en pequeños grupos, forma flor plana.
Primavera o verano son las épocas de máxima floración, si se le hacen podas más tarde tiene después floraciones dispersas.

## Origen
El cultivar fue desarrollado en Francia por el prolífico rosalista francés Joseph Pernet-Ducher en 1900. 'Soleil d'Or' es una rosa híbrida tetraploide con ascendentes parentales de planta de semillero 'Antoine Ducher' (híbrido perpetuo, Ducher, 1866) x Rosa foetida f. persiana hort. ex Rehder.
El obtentor fue registrado bajo el nombre cultivar de 'Soleil d'Or' por Joseph Pernet-Ducher en 1900 y se le dio el nombre comercial de 'Soleil d'Or'.
También se la reconoce por el sinónimo de 'Goldsonne'
La rosa fue conseguida en Francia por Joseph Pernet-Ducher antes de 1900 e introducida en el mercado francés por Pernet-Ducher el 1 de noviembre de 1900 como 'Soleil d'Or'.
'Soleil d'Or' se desarrolla en Zona 3 Alberta, Canadá donde sobrevive los inviernos sin otra protección nada más que la nieve que la recubre.

## Cultivo
Aunque las plantas están generalmente libres de enfermedades, es posible que sufran de punto negro en climas más húmedos o en situaciones donde la circulación de aire es limitada.
Las plantas toleran la sombra, a pesar de que se desarrollan mejor a pleno sol. En América del Norte son capaces de ser cultivadas en USDA Hardiness Zones 3b a más cálido. La resistencia y la popularidad de la variedad han visto generalizado su uso en cultivos en todo el mundo.
Puede ser utilizado para las flores cortadas o jardín. Vigorosa. En la poda de Primavera es conveniente retirar las cañas viejas y madera muerta o enferma y recortar cañas que se cruzan. En climas más cálidos, recortar las cañas que quedan en alrededor de un tercio. En las zonas más frías, probablemente hay que podar un poco más que eso. Requiere protección contra la congelación de las heladas invernales.